# Lanouaille
Lanouaille – miejscowość i gmina we Francji, w regionie Nowa Akwitania, w departamencie Dordogne.
Według danych na rok 1990 gminę zamieszkiwało 976 osób, a gęstość zaludnienia wynosiła 41 osób/km² (wśród 2290 gmin Akwitanii Lanouaille plasuje się na 439. miejscu pod względem liczby ludności, natomiast pod względem powierzchni na miejscu 408.).